# مورهد (مینه‌سوتا)
مورهد  (به انگلیسی: Moorhead) شهری در شهرستان کلی ایالت مینه‌سوتا در کشور ایالات متحده آمریکا است که جمعیت آن در سرشماری سال ۲۰۱۰ میلادی، ۳۸۰۶۵ نفر بوده‌است.